# Грин Спрингс (Охајо)
Грин Спрингс (енгл. Green Springs) град је у америчкој савезној држави Охајо.

## Демографија
По попису из 2010. године број становника је 1.368, што је 121 (9,7%) становника више него 2000. године.
| Група             | 2000.         | 2010.         |
| Белци             | 1.154 (92,5%) | 1.224 (89,5%) |
| Афроамериканци    | 4 (0,3%)      | 8 (0,6%)      |
| Азијати           | 7 (0,6%)      | 1 (0,1%)      |
| Хиспаноамериканци | 64 (5,1%)     | 115 (8,4%)    |
| Укупно            | 1.247         | 1.368         |